# Resolució 2060 del Consell de Seguretat de les Nacions Unides
La Resolució 2060 del Consell de Seguretat de les Nacions Unides fou adoptada per unanimitat el 25 de juliol de 2012. El Consell va ampliar el grup de seguiment que investigava les violacions de l'embargament d'armes contra Somàlia i Eritrea fins al 25 d'agost de 2013 alhora que demanava als Estats de la regió que cooperessin amb el grup.
El Consell va exigir a totes les parts que deixessin intacta l'ajuda humanitària a la població. Es va decidir que les sancions financeres imposades per la Resolució 1844 durant dotze mesos no s'aplicaran als fons per a aquesta assistència. Tampoc s'aplicaran a les armes que s'utilitzaven en suport de l'Oficina Política de l'ONU a Somàlia ni la destinada a la protecció del personal de l'ONU o al personal humanitari a Eritrea.